# Макинливил (Калифорнија)
Макинливил (енгл. McKinleyville) насељено је место без административног статуса у америчкој савезној држави Калифорнија.

## Демографија
По попису из 2010. године број становника је 15.177, што је 1.578 (11,6%) становника више него 2000. године.
| Група             | 2000.          | 2010.          |
| Белци             | 11.649 (85,7%) | 12.499 (82,4%) |
| Афроамериканци    | 52 (0,4%)      | 103 (0,7%)     |
| Азијати           | 145 (1,1%)     | 211 (1,4%)     |
| Хиспаноамериканци | 589 (4,3%)     | 1.081 (7,1%)   |
| Укупно            | 13.599         | 15.177         |